# Troides magellanus
Espèce
Statut CITES
Troides magellanus est une espèce de papillons de la famille des Papilionidae et de la sous-famille des Papilioninae et du genre Troides.

## Taxinomie
Troides magellanus a été décrit par Cajetan Freiherr von Felder et Rudolf Felder en 1860 sous le nom initial d' Ornithoptera magellanus.
Il a été nommé en l'honneur du navigateur Magellan.

### Nom vernaculaire
Troides magellanus se nomme Magellan Birdwing en anglais.

### Sous-espèces
- Troides magellanus magellanus présent aux Philippines
- Troides magellanus sonani (Matsumura, 1931); présent à 65 km dans le sud-est de Taïwan dans l'ile Lanyu l'ile aux orchidées[1],[3].

### Formes
- Troides magellanus f. apoensis Okano & Ohkura, 1978
- Troides magellanus f. leyteanus Okano & Ohkura, 1983[1].

## Description
Troides magellanus est un grand papillon d'une grande envergure, entre 160 mm à 180 mm, dont le corps présente une tête et un thorax noir et un abdomen marron et jaune.
Les mâles ont les ailes antérieures noires aux nervures soulignées de blanc et les ailes postérieures jaune veinées de noir avec une dentelure marginale noire. Les revers est semblable. Un effet d'optique peut faire voir le jaune comme bleu opalescent.
Les femelles ont les ailes antérieures de couleur marron foncé aux nervures soulignées de blanc et les ailes postérieures jaune veinées de noir avec une dentelure marginale marron, une ligne de chevrons jaune et une bande dentelée marron. Le revers est semblable.

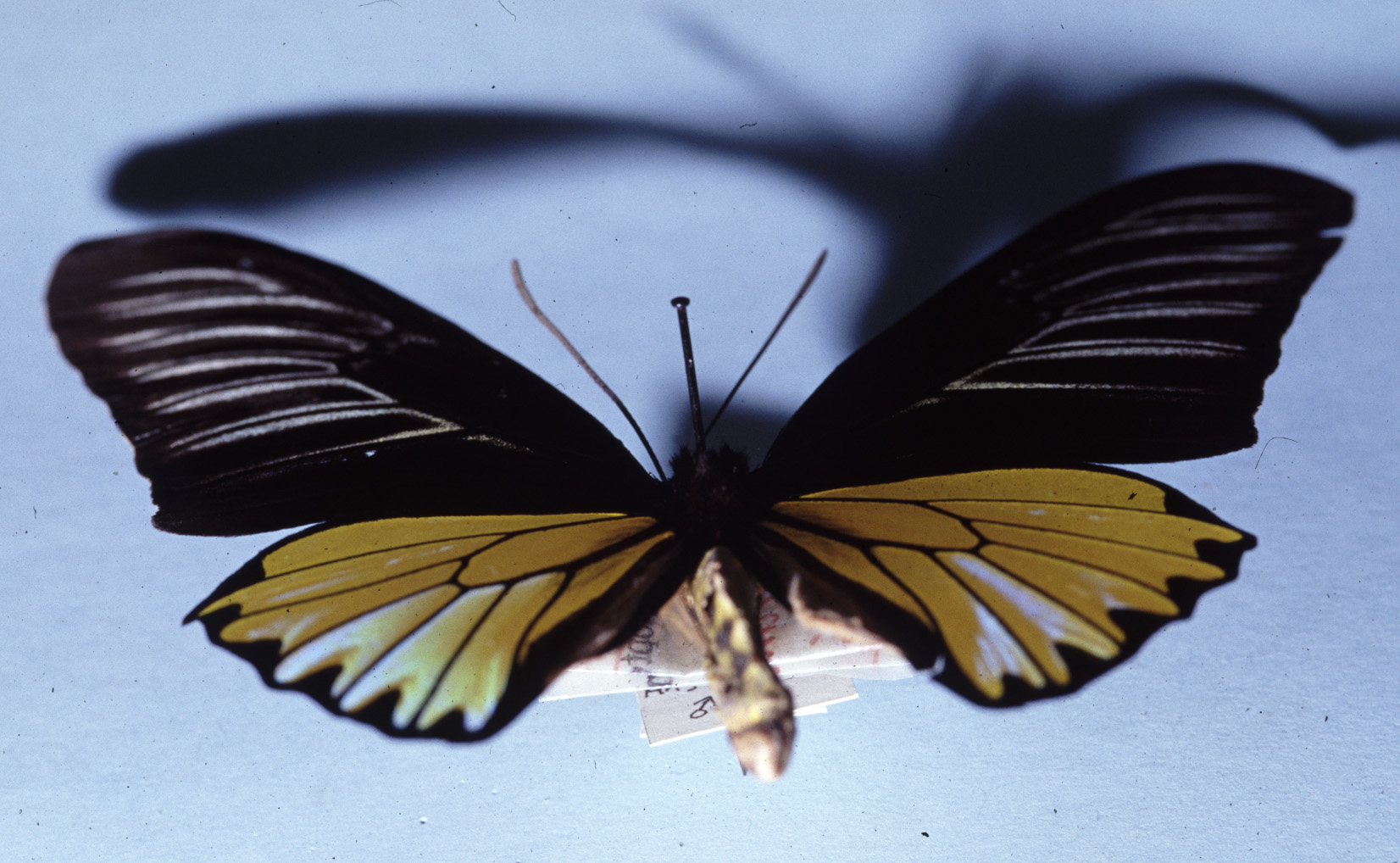
effet d'optique sur Troides magellanus mâle

## Biologie

### Plantes hôtes
Les plantes hôtes de sa chenille sont des aristoloches, Aristolochia acuminata, Aristolochia debilis, Aristolochia kankauensis, Aristolochia tagala et Aristolochia zollingeriana,.

## Écologie et distribution
Troides magellanus est présent aux Philippines et dans le sud-est de Taïwan dans l'ile Lanyu .

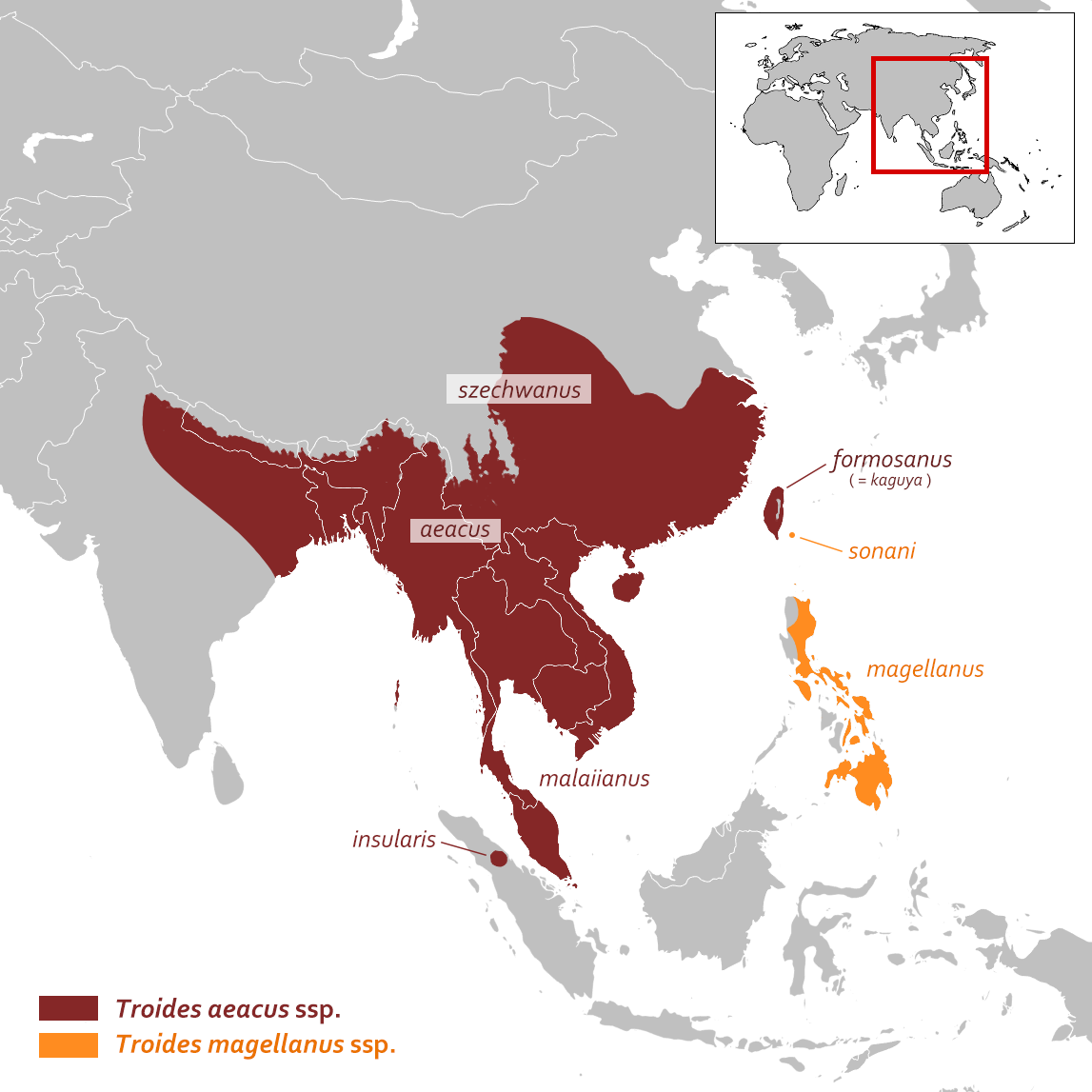
En jaune, aire de répartition du Troides magellanus

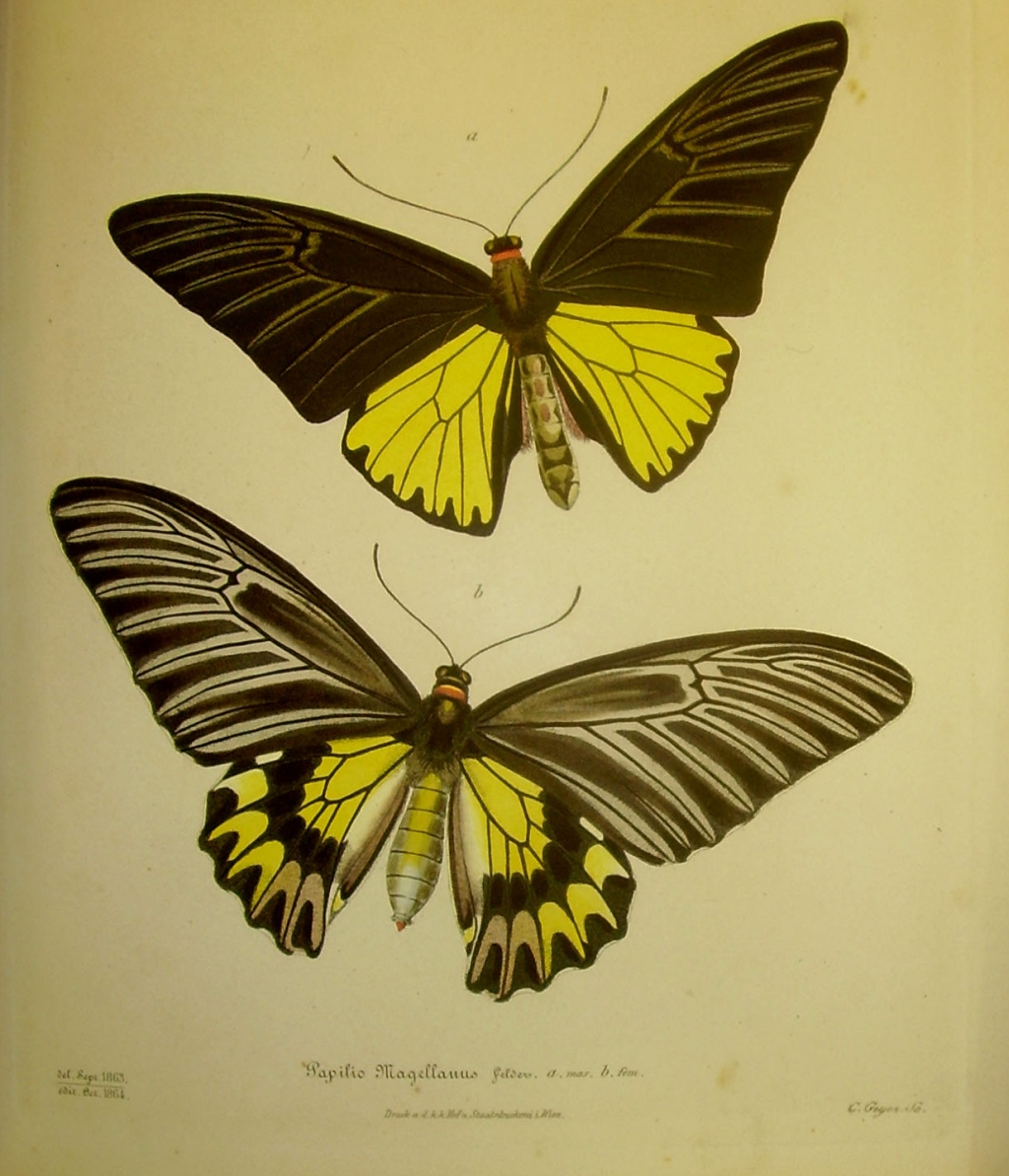
Troides magellanus mâle et femelle

### Biotope
Troides magellanus réside dans les lieux où poussent les plantes hôtes de sa chenille, les aristoloches.

### Protection
Troides magellanus est protégé.